# Qarghayi
Der Distrikt Qarghayi (auch Quarghaee oder Qarghaee geschrieben, paschtunisch قرغيو ولسوالۍ, persisch ولسوالی قرغه‌ای) in Laghman verfügt über 60 Dörfer. 
Der Distrikt ist der größte Bezirk in der Provinz Laghman und liegt 30 km von der Provinzhauptstadt Mihtarlam entfernt. Er grenzt im Norden an den Distrikt Mihtarlam, im Nordosten an den Distrikt Alingar, im Süden an die Provinz Nangarhar sowie im Westen an die Provinz Kabul. Die Fläche beträgt 943,9 Quadratkilometer und die Einwohnerzahl 114.700 (Stand: 2022). 2009 betrug die Einwohnerzahl 94.600. Die Bevölkerung besteht überwiegend aus Paschtunen, Tadschiken und Pashaien. Einige Zeit gab es eine angespannte Situation zwischen den Pashaien und den Paschtunen bzw. den Tadschiken. Das Bezirkszentrum liegt im Dorf Lal Khanabad, das sich zwischen dem Kabul-Fluss und dem Nebenfluss Alingar befindet.
Die Landwirtschaft ist die Haupteinnahmequelle des Bezirks, da ein Großteil der Ackerflächen nicht von einer Dürre betroffen war. Das Gesundheitssystem ist in einem besseren Zustand als in den anderen Bezirken. Viele Häuser wurden während des Krieges in Afghanistan zerstört.